# St. Franziskus (Berlin-Friedrichshagen)
| Pfarrkirche St. Franziskus                                 | Pfarrkirche St. Franziskus                                           |
| ---------------------------------------------------------- | -------------------------------------------------------------------- |
| West-Fassade zur Straßenseite mit Pfarrhaus-Anbau (rechts) |                                                                      |
| Adresse                                                    | Berlin-Friedrichshagen, Scharnweberstraße 9/10                       |
| Baumeister                                                 | Maurer Thieme, Architekt Paul Franke                                 |
| Konfession                                                 | römisch-katholisch                                                   |
| Gemeinde                                                   | St. Josef                                                            |
| Aktuelle Nutzung                                           | Gemeindekirche                                                       |
| Gebäude                                                    |                                                                      |
| Baubeginn                                                  | April 1906                                                           |
| Einweihung                                                 | 7. Oktober 1906                                                      |
| Erneuerungen                                               | 1950–1952 (Wiederaufbau nach Kriegszerstörung); Ende 20. Jahrhundert |
| Stil                                                       | Neugotik                                                             |
| Maße                                                       | Länge: 20 m Breite: 10 m                                             |

Die Pfarrkirche St. Franziskus ist ein denkmalgeschütztes Kirchengebäude der Römisch-Katholischen Kirche im Berliner Bezirk Treptow-Köpenick, Ortsteil Friedrichshagen, genau genommen eine Kapelle. Im Jahr 1906 eingeweiht, wurde sie im Zweiten Weltkrieg zu rund 50 Prozent zerstört. Die Kapelle konnte in den Jahren 1950 bis 1952 neu aufgebaut und wieder eingeweiht werden.
Seit dem Jahr 2003 ist sie eine Filialkirche der Köpenicker Gemeinde St. Josef im Dekanat Treptow-Köpenick.

## Geschichte

### Vorgeschichte und Bau eines Gotteshauses
Friedrichshagen, im 19. Jahrhundert ein Vorort von Berlin, hatte Einwohner verschiedener Konfessionen. Die Katholiken fanden sich unter dem Seelsorger Christoph Karst aus Cöpenick zusammen. Er gab ab November 1894 in den Friedrichshagener Volksschulen (katholischen) Religionsunterricht. Im Jahr 1898 gründeten sie den Katholischen Arbeiterverein Friedrichshagen, dessen Fahne im Jahr 1901 geweiht wurde. Am 17. Januar 1904 fand ein erster Gottesdienst in einem gemieteten Raum der Drahtzaunfabrik auf der Seestraße statt. Gleichzeitig erwarb die Gemeinde vom Eigentümer Lerche am 1. August 1904 ein Baugrundstück an der Scharnweberstraße 9/10, auf dem eine Kapelle nebst einem Wohnhaus für den Geistlichen errichtet werden sollte. Aus den Sitzungsprotokollen des Kirchgemeindevorstands geht hervor, dass die angekaufte Fläche „77 ar 90 qm“ (= 7.790 m2) groß war und dafür 20.000 Mark aufgebracht wurden.
Der Bauauftrag wurde am 27. März 1906 an Maurermeister Thieme aus Friedrichshagen vergeben, als Bauleiter war der Baumeister Paul Franke aus Berlin eingesetzt. Die Grundsteinlegung und der erste Spatenstich durch den Geistlichen Karst erfolgten am 18. April 1906, und bereits am 7. Oktober 1906 weihte Erzpriester Wilhelm Frank aus der St.-Pius-Gemeinde Berlin das kleine Gotteshaus ein.

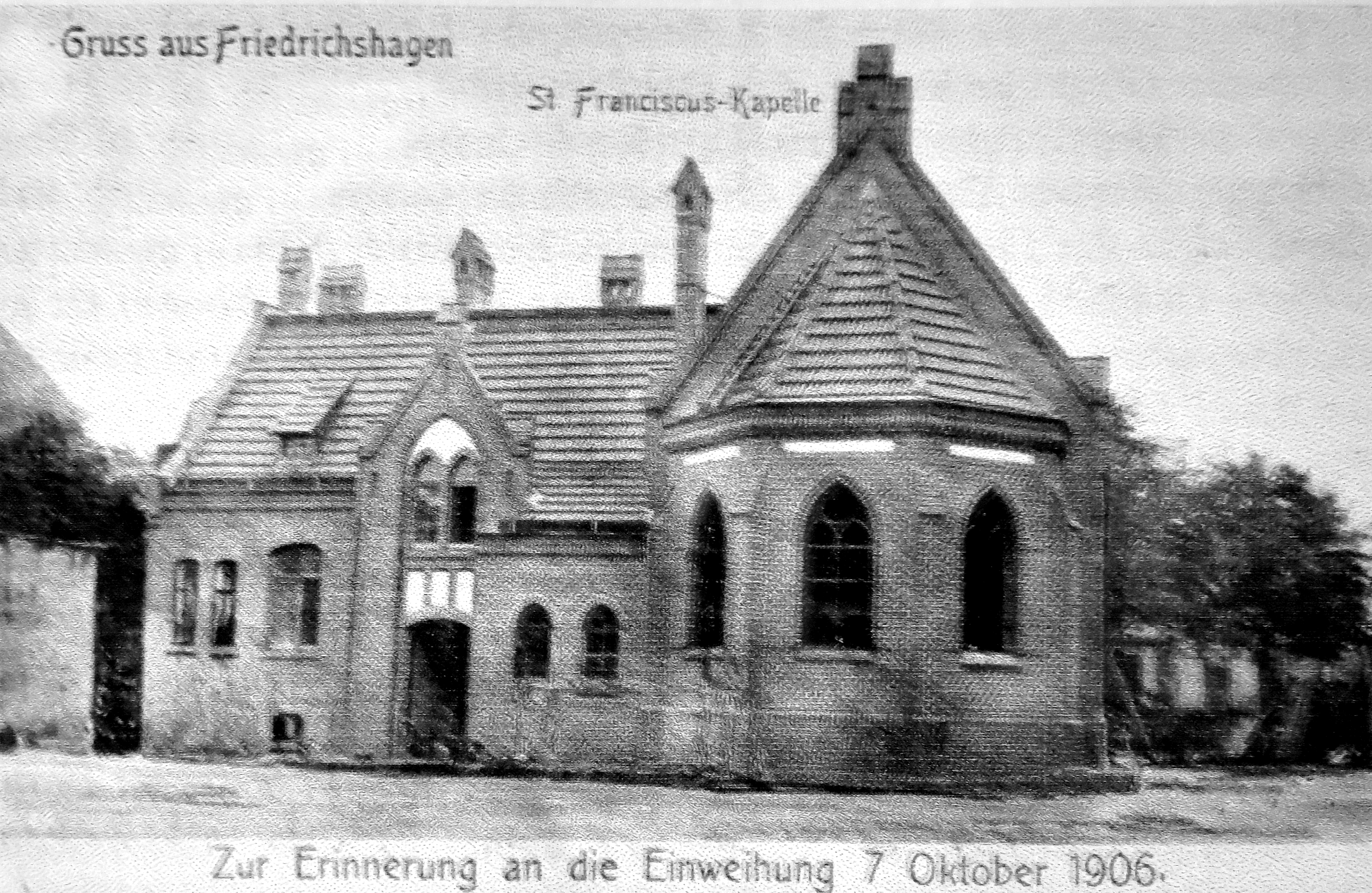
Historische Ansichtskarte aus Anlass der Kirchweihe 1907

Erster hier wirkender Seelsorger wurde Johannes Kandler, der zuvor in Ratibor (Provinz Oberschlesien) als Kaplan tätig gewesen war. Kandler wechselte jedoch zum 24. April 1907 nach Preußisch-Krawarn (seit 1945 Krowiarki in Polen), sodass Fürstbischof Georg Kardinal Kopp den Kaplan Carl Schittko aus Oppeln nach Friedrichshagen berief. Zur ersten Ausstattung der Kirche gehörten ein Marienbildnis, ein Harmonium, ein Kelch, Messgewänder und ein Kreuzweg, angefertigt vom „Bureaubeamten“ Maximilian Krancher und vom Franziskanerpater Blasius Padberg am 8. März 1908 geweiht. Alle diese Gegenstände zur Abhaltung des Gottesdienstes wurden mit privaten Spendengeldern finanziert. Eine weitere Spende des Pfarrers und Landtagsabgeordneten Carl Abramski aus Oppeln in Höhe von 100 Mark ermöglichte den Ankauf eines heiligen Grabes, was die vollständige Zeremonie der Karwoche sicherte. Während einer ersten sehr erfolgreichen Heiligen Volksmission (15. bis 22. November 1908) wurde die Statue einer Gottesmutter geweiht. Weil sich auch ein Franziskus-Lesezirkel etabliert hatte, darf geschlussfolgert werden, dass die neue Kirchenfiliale, damals noch dem Pfarrverband Cöpenick zugeordnet, den Namen des Heiligen Franziskus erhalten hatte; ein Nachweis oder Datum dazu findet sich nicht in der Chronik.
Im Mai 1909 übernahm Carl Schittko eine andere Kirchenaufgabe, in Friedrichshagen folgte ihm Kuratus Max Fiedler. Im Jahr 1911 wurde die Kirche in Friedrichshagen samt ihren Filialen Erkner, Hirschgarten, Rahnsdorf, Fichtenau, Schöneiche und Klein-Schönebeck aus dem Köpenicker Pfarrverband entlassen. Im gleichen Jahr erhielt die Friedrichshagener Gemeinde eine größzügige Spende, die auf einem Testament des im Ort verstorbenen Offiziers der päpstlichen Leibgarde Josef Mascher beruhte. 20.000 Mark waren demzufolge für den Bau und den Betrieb eines Altersheims vorgesehen, direkt für die katholische Gemeinde waren 2.000 Mark bestimmt. Außerdem schenkte der Paramenten-Verein München der Gemeinde einen Altarkelch, der Paramentenverein Münste spendete einen Traghimmel und „Frau Exzellenz Halley“ finanzierte drei Leviten-Gewänder. Mitglieder der Gemeinde zimmerten zwei zusammenlegbare Altäre. Die Immobilie in der Scharnweberstraße ging am 8. August 1913 in das Eigentum der zuvor zur Kuratie erhobenen Pfarrei über. Am 23. Februar 1913 wählten die Mitglieder einen ersten Gemeindevorstand.
Am Himmelfahrtstag des Jahres 1914 weihte Max Fiedler die neue Kirchenempore in der Kapelle ein, wo nun der Kirchenchor seinen Platz fand. Die Gemeinde hatte sie vom ortsansässigen Zimmerer Manz für 1200 Mark herstellen lassen.

### Von 1922 bis 1933
Das Gotteshaus in der Scharnweberstraße wurde im Berliner Adressbuch erstmals 1922 ausgewiesen, nachdem Friedrichshagen als Teil von Köpenick in die Stadtgemeinde Groß-Berlin aufgenommen worden war.
Für die Erneuerung der Innenausstattung der Kapelle kaufte der Kirchenvorstand während der Inflationszeit 1923 für 1,2 Millionen Mark von der Lichtenberger Dreifaltigkeitskirche ein gebrauchtes Harmonium.  Ebenfalls im Jahr 1923 war die Innengestaltung der Franziskuskapelle mit vier Fresken vollendet: die vom Kunstmaler Karl Trill aus Friedrichshagen mit Unterstützung von Malermeister Wilhelm Rüter aus Karlshorst geschaffenen Bilder zeigten Szenen aus dem Leben des heiligen Franziskus. In der Chronik heißt es dazu:

„[Sie haben] es meisterhaft verstanden, nach den Vorbildern von Kunst das Leben des hl. Franziskus in 4 lebensfrischen Bildern an den Kirchenwänden zum Ausdruck zu bringen, so dass unser Gotteshaus ein wahres Schmuckkästchen geworden ist.“

Pfarrer Max Fiedler wechselte im Februar 1924 durch Verfügung des Kardinals Bertram an die katholische St. Antonius-Kirche in Oberschöneweide.
Dafür hatte die Kirchgemeinde Friedrichshagen Melchior Grossek als Kaplan berufen, der auch Künstler und Schriftsteller war. Grossek blieb bis 1938 in diesem Amt. Seine feierliche Amtseinführung am 17. Februar 1924 nahm der „Geistliche Rat Herr Erzpriester Hermann Josef Szillus“ aus Neukölln vor.
Wegen ständiger Feuchtigkeit im Kirchengebäude und im angrenzenden Pfarrhaus ließ die Gemeinde im Jahr 1927 die bisherige Kohleheizung gegen eine Zentralheizung austauschen. Die Finanzierung der von der Firma Carl Peschke aus Berlin ausgeführten Arbeiten erfolgte größtenteils aus dem Vermögen des Groß-Berliner Gesamtverbands.
Im Juni 1929 wurden im Altarraum die Glasgemäldefenster Mariä Verkündigung und Christi Himmelfahrt eingebaut, die die Fresken ablösten. Die Fenster entstanden nach einer Idee des Pfarrers Grossek in der Werkstatt des jungen Künstlers Carl Busch. Der gesamte Chorraum wurde bei dieser Gelegenheit umgestaltet und neu ausgemalt. Das mittlere Altarfenster wurde zugemauert und diente nun als Altarnische mit einem sehr plastisch wirkenden aufgemalten Kruzifix. Die Arbeiten konnten aus Rücklagen und Spenden der Gemeinde bezahlt werden.

### In der Zeit des Nationalsozialismus
Ein neuer Altar, der Marienaltar mit einer Skulptur der Madonna aus der Werkstatt des Bildhauers Adam Winter aus Mainz wurde am 1. Oktober 1934 in der Kapelle geweiht.
Die Friedrichshagener Gemeinde hatte 1936 neue Kreuzwegtafeln beim Künstler Max Mehmann in Osnabrück anfertigen lassen, die einzeln von Gemeindemitgliedern gestiftet wurden. Ein für diese Holzschnitte entstandener Geldüberschuss ermöglichte es der Pfarrgemeinde, vier Fenster des Kirchenschiffs erneuern zu lassen. Dazu lieferte Kirchenmaler Hannes Schulz die Entwürfe, die Firma Wichmann in Berlin führte die Darstellungen aus. Und schließlich wurde das gesamte Kircheninnere einschließlich der Franziskus-Gemälde erneuert. Am 4. April 1937 „stand die Kirche in ihrem neuen Gewande fertig da“.
Das Gotteshaus wurde am Ende des Zweiten Weltkriegs zweimal von Brandbomben getroffen. Der erste Abwurf 1944 verursachte am Kirchengebäude keinen nennenswerten Schaden, beim Pfarrhaus entstand im Dachgebälk ein Brand, der jedoch gelöscht werden konnte. Als am 26. Februar 1945 weitere Brandbomben auf Friedrichshagen niedergingen, erhielten sowohl die Kirche als auch das Pfarrhaus volle Treffer. Der entstehende Großbrand erfasste schließlich die Gebäude vollständig, die ausbrannten und zu Ruinen wurden. Gerettet wurden laut Chronik „das Allerheiligste“ (Gewänder und Geräte aus der Sakristei) sowie die Kassenbücher, „die Schriftstücke der letzten Jahre“ sowie die Borromäusbücherei und einige Möbel aus dem Pfarrhaus.
Der Pfarrer kam daraufhin bei Familie Rüthning in der Störitzseestraße 13 unter. Dort konnten auch an zwei Wochentagen die Messopfer-Feier sowie Taufen und Hochzeiten stattfinden. Für Gottesdienste stellte die evangelische Kirche ihre Kapelle auf dem Friedhof zur Verfügung.

### Nachkriegsperiode und Wiedererrichtung der Kirche

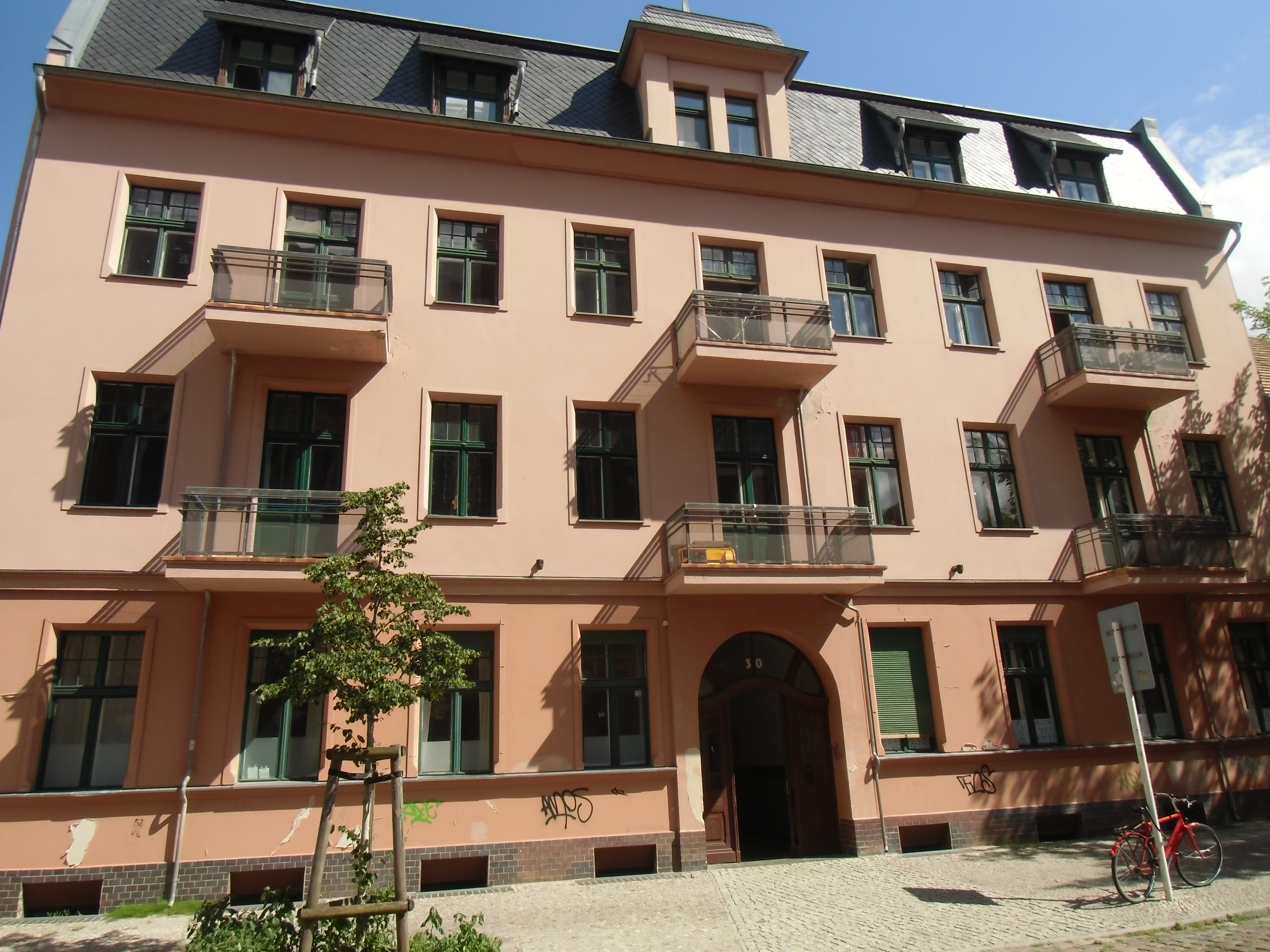
Wohnhaus Bölschestraße 30

Der Pfarrer erhielt im Mai 1945 eine Dienstwohnung in einem Bürgerhaus der Bölschestraße 30, wo auch ein Gottesdienstraum provisorisch eingerichtet werden konnte. Außerdem stand ab 1946 an Wochentagen und später auch an Sonntagen die Kapelle des St.-Antonius-Krankenhauses, das wegen der Beschlagnahme aus Karlshorst nach Friedrichshagen verlegt worden war, für Gottesdienste zur Verfügung.
Die Gemeinde kümmerte sich zugleich um den Wiederaufbau der Kapelle. Bereits 1946 legte der Diozösan-Baurat Felix Hinssen Baupläne vor, die das Bischöfliche Ordinariat genehmigte. Doch die städtischen Behörden stellten die beantragten Baugenehmigungen mehrfach „auf spätere Zeit zurück“. Als ein im Jahr 1949 vom Bezirksamt Köpenick durchgeführtes Baugutachten einen Zerstörungsgrad von 50 Prozent ergab, wurde der Gemeinde der vollständige Abbruch der Ruine empfohlen. Der Kirchenvorstand protestierte dagegen beim Magistrat von Berlin und erreichte, dass die kleine Kirche für das folgende Jahr für einen Wiederaufbau vorgesehen wurde. Und so erteilten die städtischen Behörden tatsächlich am 2. September 1950 die Erlaubnis zum Wiederaufbau. Die Firma J. Hohn aus Oberschöneweide erhielt den Ausführungsauftrag und am 8. Oktober legte Prälat Max Fiedler den Grundstein für den Wiederaufbau und weihte ihn. Im folgenden Jahr ging es wegen einer (nicht näher genannten) Verfügung des Berliner Magistrats nur schleppend voran, eine Fertigstellung zu Ostern 1952 (11. bis 13. April) wurde in Aussicht genommen. Schon am 1. April konnte Pfarrer Erhard Golisch das Pfarrhaus wieder beziehen, am 15. April 1952 konsekrierte Bischof Wilhelm Weskamm den Kirchenneubau, der sich architektonisch von seinem Vorgänger stark unterscheidet. In der entsprechenden Urkunde heißt es dazu:

„Hiermit wird urkundlich bescheinigt, dass S. E. der Hochwürdigste Herr Bischof von Berlin, Wilhelm Weskamm, am 15. April 1952 die neuerrichtete Kirche in Berlin-Friedrichshagen, die dem heiligen Franziskus von Assisi geweiht ist, feierlich konsekriert und im Hochaltar die Reliquien des hl. Gaudentius und der hl. Prospera mit eigner Hand nach vorheriger Versiegelung eingebettet hat. // gez. Domvikar Theodor Schmitz, Bischöflicher Sekretär.“

Der Hochaltar war rund sechs Meter lang, bestand aus Travertin und trug in der Mitte das Tabernakel. So konnte der regelmäßige Gottesdienst in der Kapelle wieder aufgenommen werden. Am 6. Juli des Jahres war auch ein neues Altarfresko vollendet, das Franziskus unter dem Kreuz des Herrn stehend zeigte (siehe Foto).

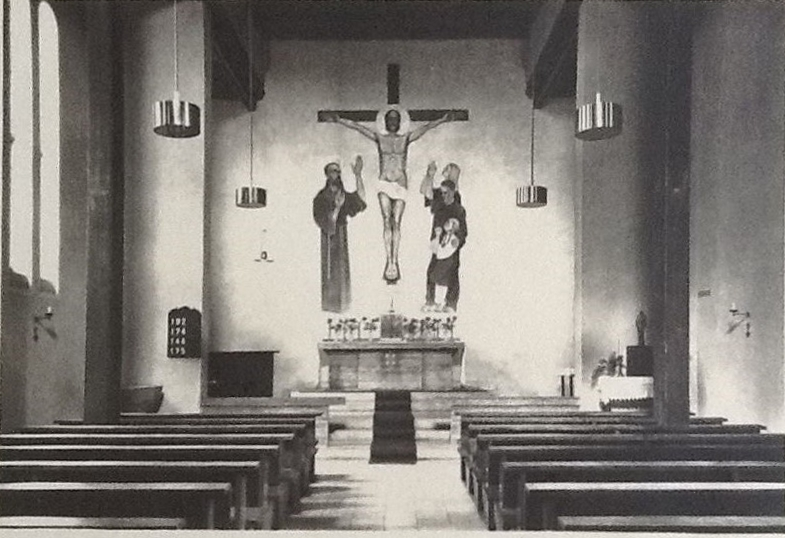
Blick in den Altarbereich vor 1980

Im Mauerwerk über der Westempore fand ein rundes farbiges Fenster seinen Platz, das später durch den Einbau der Orgel und die abgehängte Holzdecke zum größten Teil verdeckt wurde.
Im Jahr 1959 erhielt das neue Gotteshaus eine Niederdruck-Dampfheizung, die 1971 durch acht Außenwand-Gasheizkörper ersetzt wurde, dabei wurde das Bauensemble erstmals an das städtische Gasnetz angeschlossen. Im Rahmen einer begonnenen Kirchenrenovierung wurden die Gasheizkörper 1983 gegen neuere ausgetauscht. Außerdem waren neue Fußbodenplatten aus trittfestem wärmebeständigem Material (Firma Tradeko aus der Tschechoslowakei) angeliefert worden, die zunächst rasch in ein Sandbett verlegt wurden, weil Weihbischof Wolfgang Weider sein Kommen zum 16. Oktober 1983 angekündigt hatte. Die anfänglichen Granitstufen zum Altar konnten schließlich 1986 mit den gleichen Platten neu gestaltet werden.
Zwischen 1977 und etwa 1980 wurde die obere Rückwand des Altarraumes durchbrochen und eine farbige Glasrosette von Alfons Bittner mit Motiven aus dem Sonnengesang eingesetzt. Das Fresko war damit zerstört, dagegen wurde seitlich neben der Rosette ein Wandteppich angebracht, der von der Hand von Doris Krüger, eines Gemeindeglieds, stammte und den Kirchenpatron Franz von Assisi zeigte. Die Pfarrei ließ bereits vor diesen Umbauten den Altar auf eine Länge von 1,70 Meter verkürzen, die Reliquie wurde in eine Monstranz eingearbeitet und erhielt einen Platz links vor dem Altarraum. Das Tabernakel kam in einen eigenen Wandschrein hinter dem Altar. Ambo, Ständer für das Tabernakel und für die Reliquienmonstranz sowie für die Figur der Jungfrau Maria (aus dem ersten Marienaltar erhalten) wurden aus dem Travertin des Altars neu gefertigt, das schlicht gehaltene Taufbecken besteht ebenfalls aus diesem Material. Zur Unterstützung der Handwerkerarbeiten beim Umbau und der Erneuerung zog der Kirchenvorstand einen selbstständigen Malermeister hinzu, Maurer und Tischler aus anderen Bezirken der DDR kamen durch staatliche Hilfe ebenso zum Einsatz.
In den späten 1980er Jahren gründeten Interessenten einen Kirchbauförderverein, der sich seitdem um Erhalt und Nutzung der Kirche und die Sammlung und Verwertung von Spendengeldern kümmert. Kirche und Pfarrhaus wurden zu Beginn des 21. Jahrhunderts noch einmal umfassend renoviert, bis auf das Dach. Dessen Erneuerung erfolgte im Jahr 2016.

## Architektur

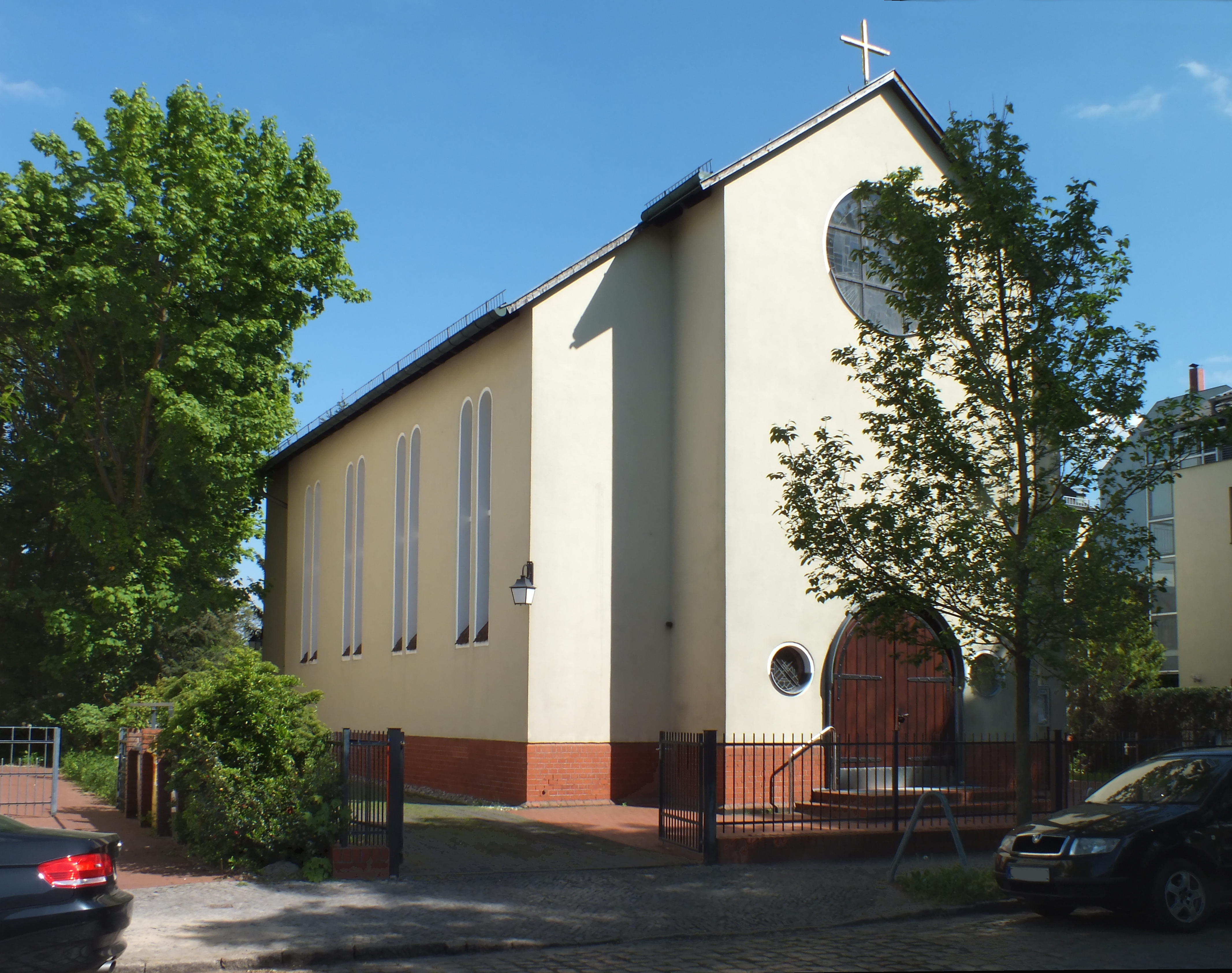
Nordwestansicht der Kirche von der Scharnweberstraße aus

Das Kirchengebäude ist ein einschiffiger Grundbau ohne Kirchturm. Es steht auf einem mit Backsteinen gemauerten Sockel und ist etwa 20 Meter lang bei einer Breite von 10 Metern.

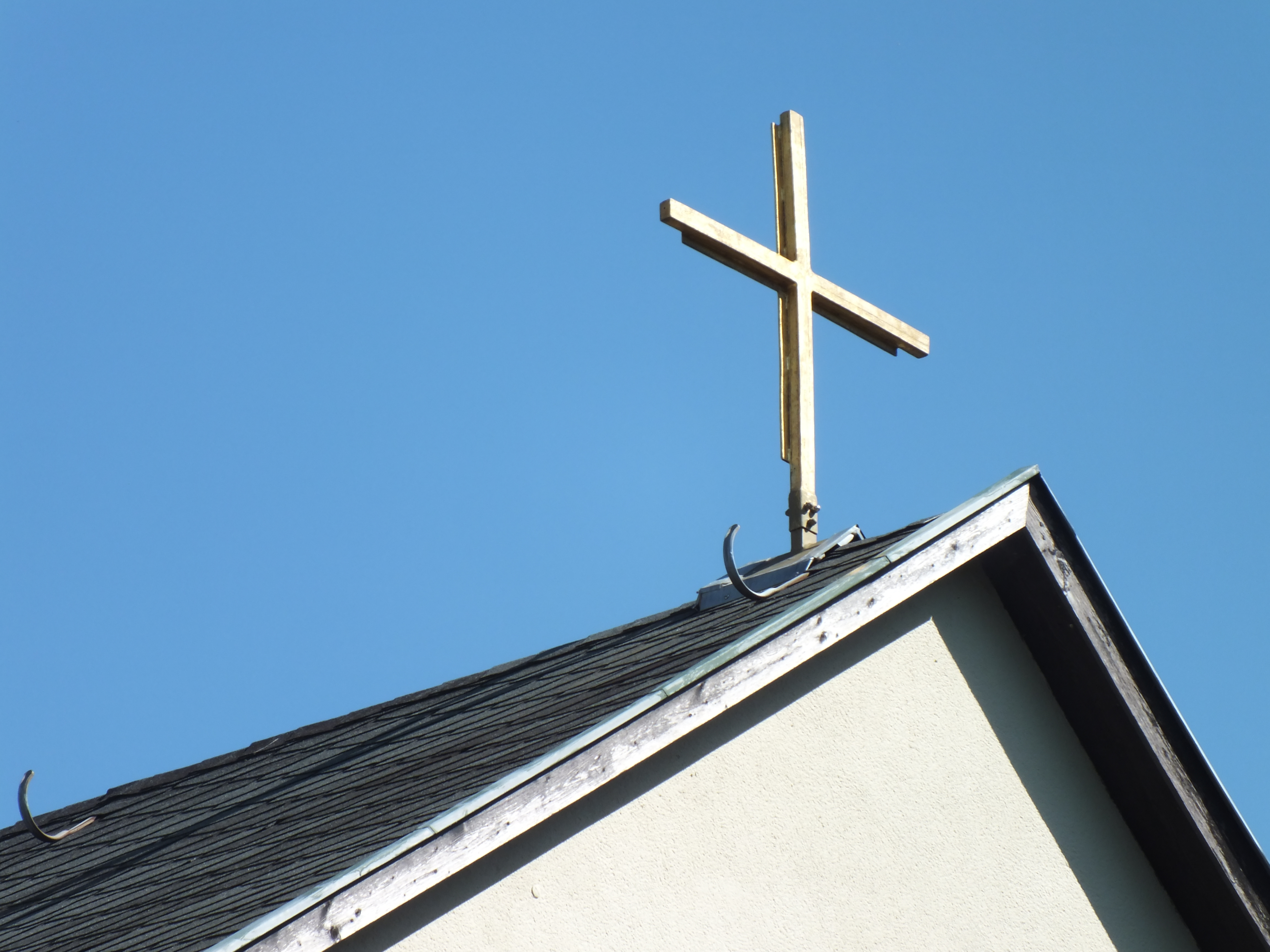
Dachkreuz

Der baulich etwas abgesetzte Westgiebel bildet einen kleinen Kirchenvorraum. Auf dem Dachfirst befindet sich ein meterhohes vergoldetes Kreuz. Im oberen Teil des Westgiebels ist ein rundes farbiges Sprossenfenster eingefügt, durch welches Tageslicht in das Kirchenschiff fällt. Wie schon erwähnt, ist es von innen durch Teile der Orgel und die Holzdecke kaum erkennbar. Künstler und Sujet sind nicht überliefert. Das hölzerne Portal auf dieser Seite zur Straße hin ist breit und rundbogig, zwei kleine runde Fenster flankieren es. Zum Portal führen zwei Stufen hinauf.
An der Nordwand besitzt das Kirchenschiff vier Paar schmale hohe Rundbogenfenster, auf der Südseite befinden sich zwei Paar ebensolcher Fenster. Anstelle der gemäß Symmetrie gedachten weiteren zwei Fenster gibt es an der Südwand den Anbau des Pfarrhauses, von dem ein Zugang zur Orgel und zum Dach der Kapelle besteht. An allen vier Ecken des Bauensembles sind Schmucklaternen befestigt. Dem mit einem Satteldach abgeschlossenen Kirchengebäude folgt das Pfarrhaus mit zwei Etagen und einem ausgebauten Dachgeschoss. Der gesamte Gebäudekomplex ist mit hellem Putz versehen und mit Schiefer eingedeckt. Ein einfacher schmiedeeiserner Zaun umgibt das Kirchengrundstück.

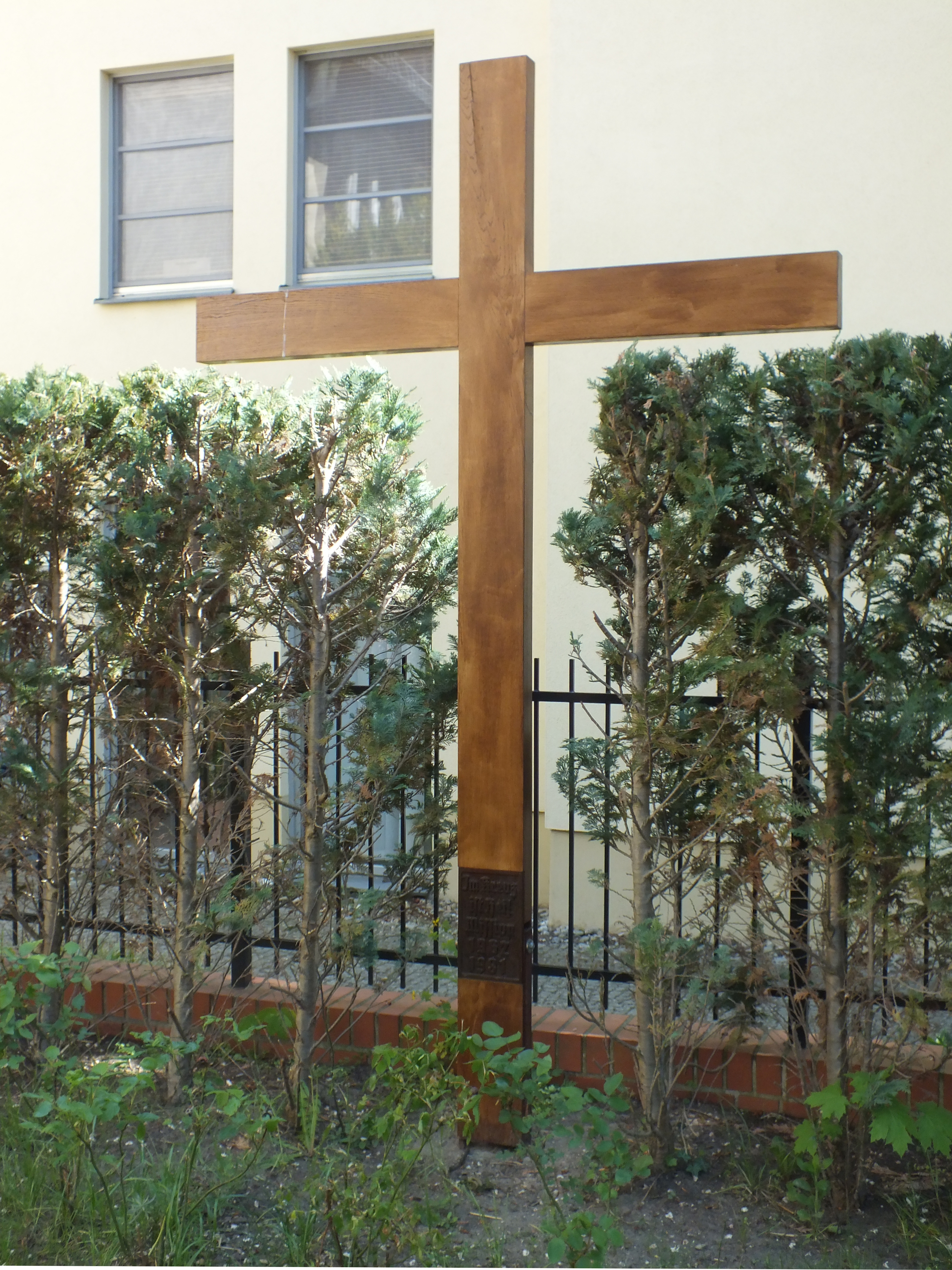
Gedenkkreuz

Im Vorgarten steht ein übermannshohes Holzkreuz, gestaltet vom Holzbildhauer Georg Tyllack aus Berlin-Lichtenberg. Es wurde im Oktober 1962 errichtet und erinnert an die erfolgreichen Volksmissionen 1957 und 1962. Nach der Aufstellung erhielt der Fuß dieses Kreuzes eine geprägte Tafel mit der Inschrift: „Im Kreuz ist Heil. Mission 1962, 1981“. Das bedeutet, dass im Jahr 1981 wiederum eine erfolgreiche Mission organisiert worden war und erst danach die Tafel hinzugefügt wurde.

## Ausstattung

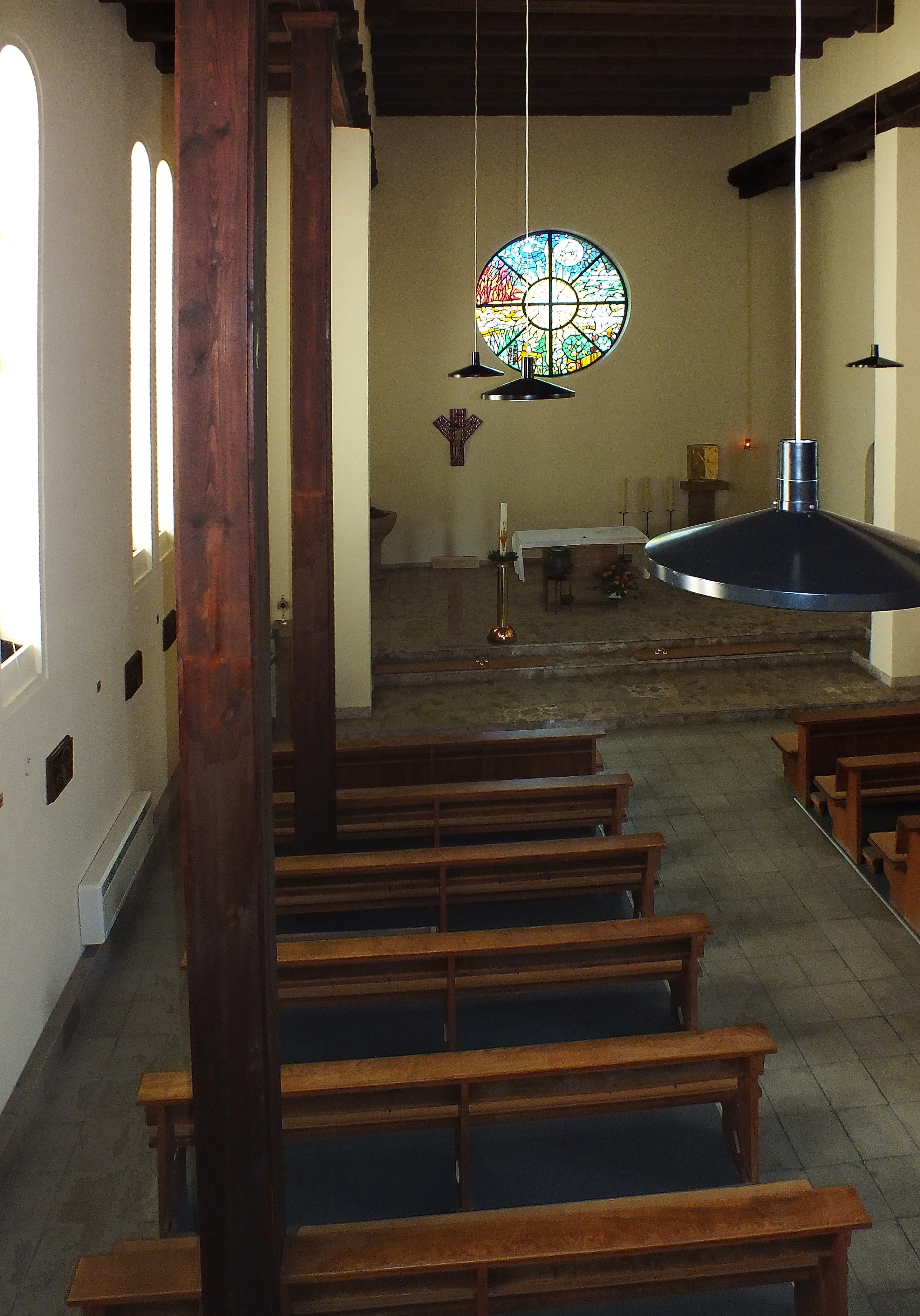
Blick in das Kirchenschiff Richtung Altarseite, Mai 2015

Im Jahr 1924 entstanden vier Fresken mit Szenen aus dem Leben des hl. Franziskus, die mit dem Einbau der Altarfenster verloren waren. Diese Fenster wurden ein Opfer der Kriegszerstörung im Jahr 1944.
In dem Buch Berlin und seine Bauten: Sakrale Bauwerke von Ernst Heinrich aus dem Jahr 1997 gibt es den Hinweis, dass die Innenausstattung des Jahres 1929, vor allem die Fresken (siehe oben) von Hans (Hannes) Schulz stammt.
Im – nach dem Zweiten Weltkrieg neu aufgebauten – Kirchengebäude war die Altarseite wieder komplett wie in der Anfangszeit der Kapelle fensterlos, aber ein Fresko des Kirchenmalers Veit Kraus aus Zittau mit dem betenden Franziskus und einer Familie unter dem gekreuzigten Christus zierte den Altarraum. Dieses Bild musste der Glasrosette weichen. Ein einfaches Gebetskreuz schmückt nun die Wand. In der linken Ecke steht die Taufe mit einem metallenen Deckel.

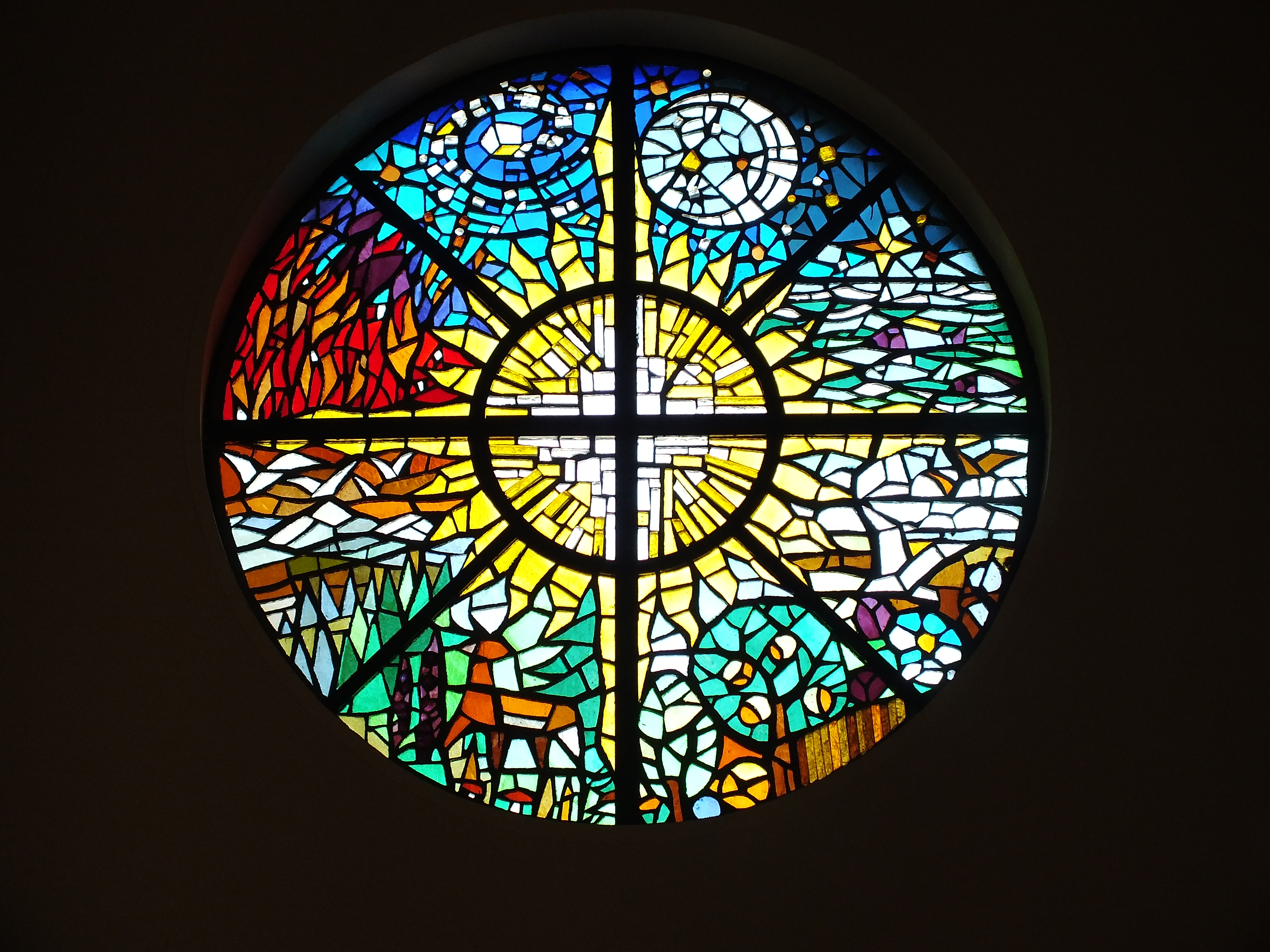
Rosette Sonnengesang

Seit den 2000er Jahren ist der in der Chronik genannte Wandteppich mit einem Bild des Kirchenpatrons nicht mehr vorhanden, er wurde der Erschafferin zurückgegeben.
Zur festlichen Ausgestaltung des Kirchenraums in der Weihnachtszeit erwarb die Gemeinde 1966 von der Firma Wort und Werk aus Berlin-Prenzlauer Berg eine Krippe mit Maria, Josef und dem Christuskind.
Im Kirchenschiff stehen zehn Reihen einfache hölzerne Kirchenbänke, die Platz für 160 bis 200 Besucher bieten.
Im Jahr 1970 ließ der Kirchenvorstand im Kirchenschiff neue elektrische Leuchten anbringen. Außerdem wurde bei der Firma Adolf aus Burg (bei Magdeburg) die Anfertigung eines Messkelchs und einer Hostienschale in Auftrag gegeben. Inzwischen sind die Leuchten noch einmal erneuert worden (vergleiche Innenansichten vor 1980 mit 2015).

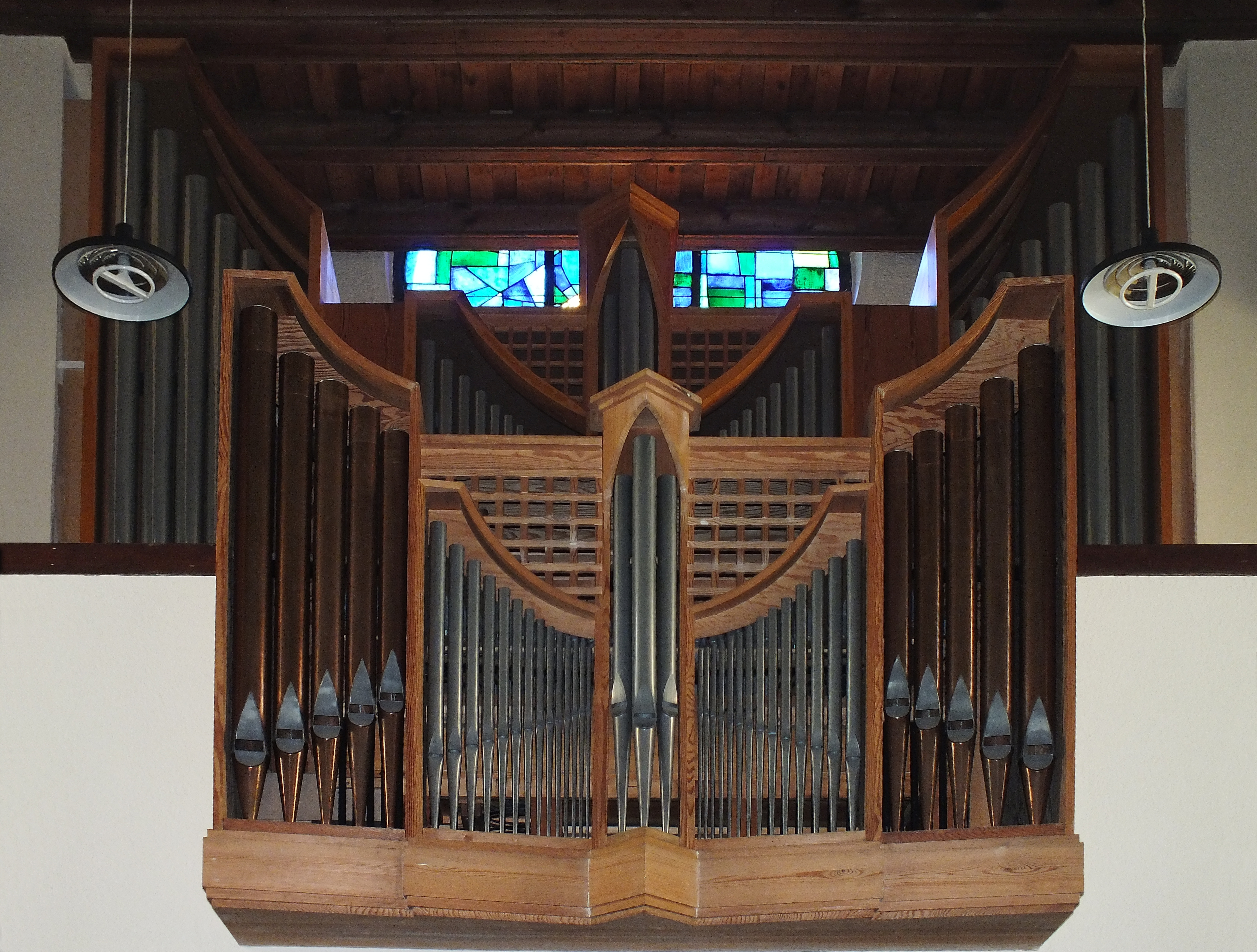
Orgel auf der Empore, dahinter ist ein Teil der Rosette im Westgiebel zu sehen

Vor der Zerstörung befand sich in der St.-Franziskus-Kirche mit dem Harmonium ein orgelähnliches Instrument.
Auf der Empore steht seit 1958 eine Orgel der Firma Jehmlich, zuerst nur mit Spieltisch, Rückpositiv und sechs Registern ausgestattet, sie wurde 1971 um das Hauptwerk erweitert. Lohn-, Material- und Einbaukosten waren im Laufe dieser Jahre stetig gestiegen, sodass der angesparte Orgelfonds durch private Spenden aufgestockt werden musste. Die Orgelweihe nahm Pfarrer Johannes Matuschewski am Sonntag Laetare, dem 21. März 1971 im Rahmen einer Andacht vor. Domvikar Walter Arndt spielte zu diesem Anlass die Orgel.
Aufgrund ihrer turmlosen Bauweise besitzt die Kapelle keine Glocken. Einige kleine messingne Handglocken dienen als Messglocken.
In der Sakristei sind drei bunte Motivfenster eingebaut, die wohl nicht neueren Datums sind. Ob sie aus der ersten Ausstattung erhalten blieben, ist weder anhand der Chronik noch anhand der Erinnerung älterer Gemeindemitglieder feststellbar.

## Kuraten und Pfarrer der St.-Franziskus-Gemeinde
(in runden Klammern: der aktive Pfarrdienst in Friedrichshagen; in eckigen Klammern: Lebensdaten)
- Christoph Karst [1864–1935], war verantwortlich für den Bau der Kapelle[10]
- Johannes Kandler (1906–1907)[27]
- Carl Schittko (1907–1909)
- Max Fiedler (1909–1924) [† 1. März 1960]
- Melchior Grossek (1924–1938) [1889–1967]
- Erhard Golisch (1938 – 1. April 1968) [* 22. Januar 1894 in Breslau; † 26. August 1974]
- Johannes Matuschewski (17. Mai 1968 – 1987), zuvor Kuratus in Wilhelmshorst
- Peter Jaschke (27. September 1987 – 2003) [* 18. Juli 1935, † 2014],[28] hatte 1966 als Kaplan in der Franziskus-Kapelle zunächst ein kurzes Zwischenspiel. Nach etlichen weiteren theologischen Aufgaben übernahm er 1987 die Pfarrstelle in Friedrichshagen[29] und behielt sie bis zur Fusion der Pfarreien Friedrichshagen und Köpenick im Jahr 2003 zu St. Josef.

## Gemeindeleben (Auswahl)

### Geschichte
Die zahlreichen Katholiken in Friedrichshagen gründeten um die 1900 herum etliche Vereine wie den Rosenkranzverein, den Kindheit-Jesu-Verein, den Borromäusverein sowie einen Franziskus-Lesezirkel. Kuratus Fiedler hielt am 23. Januar 1910 im Restaurant Kurhaus das erste Heilige Messopfer. Und er erteilte entsprechend einer Verfügung der Königlichen Regierung den schulplanmäßigen Katechismus-Unterricht in den Friedrichshagener Volksschulen. Die Nachbarortschaften wuchsen einwohnermäßig (ebenfalls) sehr rasch und strebten nach eigenen Gottesdiensthäusern. So gründete sich 1910 in Erkner ein Kirchbau-Sammelverein, später folgten Rahnsdorf und Wilhelmshagen.
Zu Beginn des Jahres 1912 gehörten der katholischen Gemeinde Friedrichshagen 774 Seelen an, davon 637 „Sesshafte“ und 137 nicht Sesshafte. Am 15. April 1912 erhob Kardinal und Fürstbischof Georg von Kopp die Gemeinde zur selbstständigen Kuratie mit eigener Vermögensverwaltung.
Ein vom Sanitätsrat Ulrich in Grünheide bei Berlin der Friedrichshagener Pfarrgemeinde am 17. Juni 1913  geschenktes Grundstück wurde zu einem Teil verkauft; der Erlös diente der Finanzierung des in Erkner geplanten Kirchenbaus. Dort entstand bis zum Jahr 1920 eine Notkirche, die dem heiligen Bonifatius geweiht wurde.
In den Jahren des Ersten Weltkriegs kamen stetig mehr Menschen in die Kirche, um für das Seelenheil ihrer zum Kriegsdienst einberufenen Angehörigen zu beten. Kuratus Fiedler veranlasste die Gründung einer Samaritergruppe, die die Kriegsfürsorge übernahm (unter anderem wurden Weihnachtspäckchen „für die Mitglieder im Felde“ organisiert und die Zusendung von katholischen Zeitungen). Aus dieser Gruppe ging schließlich der Friedrichshagener Vaterländische Frauen-Zweigverein hervor. Für die Kriegsverletzten waren in Hirschgarten, Wilhelmshagen und Friedrichshagen Lazarette eingerichtet worden, deren seelsorgerische Betreuung Kuratus Fiedler übertragen worden war.
Am 3. November 1919 verlieh die Kirchenversammlung der Kuratie Friedrichshagen die Errichtungsurkunde zur selbstständigen Pfarrei. Max Fiedler wurde damit der erste Pfarrer dieser Gemeinde und am 31. Juli 1922 feierlich investiert.
Im Kirchgarten in der Scharnweberstraße hatte Erzpriester Hermann Szillus aus Neukölln im Jahr 1920 ein hölzernes katholisches Vereinshaus eingeweiht. Die Holz-Baracke war im Jahr 1946 abgebrannt. Spätere Bemühungen, auf dem Grundstück ein neues Gemeindehaus errichten zu dürfen, wurden vom Rat des Stadtbezirks Köpenick stets abgelehnt.
Die St.-Franziskus-Gemeinde trat am 19. März 1924 dem Gesamtverband der Katholischen Gemeinde von Groß-Berlin bei. Im gleichen Jahr kaufte der Kirchenvorstand das Rolands-Kasino der Armen-Brüder des hl. Franziskus in Schöneiche und ließ es als Erholungsheim „für schwächliche und kränkliche Waisenknaben“ umgestalten. Der Berliner Weihbischof Josef Deitmer verlieh dem Heim im Rahmen einer Feier den Namen Johannes-Höver-Haus (zu Ehren von Johannes Höver, dem Stifter der Ordensgenossenschaft der Armen-Brüder). Die Einweihung fand unter „vielen honeurs der Katholiken aus der näheren und weiteren Umgebung sowie vieler Andersgläubiger“ statt. Zum Hausgeistlichen wurde Kaplan Helmut Fahsel berufen.
Das Jahr des Jubiläums zur 700. Wiederkehr des Todestages des hl. Franziskus (1926) begingen die Katholiken in Friedrichshagen mit einem Triduum Sacrum, bei dem eine heilige Messe gefeiert wurde und eine entsprechende weltliche Feier in Schröders Festsälen stattfand. Die Veranstaltung hatte viele Besucher aus ganz Berlin nach Friedrichshagen geführt. Neben Festreden bildete das vom Pfarrer eigens verfasste Ein Spiel vom hl. Franz und von Gemeindemitgliedern aufgeführt, einen der Höhepunkte.
Im Jahr 1931 beging die Friedrichshagener Pfarrgemeinde das 25-jährige Jubiläum der Weihe ihres Kirchengebäudes mit Missionsfeiern, einem öffentlichen Festakt und einem Auftritt des Bischofs Christian Schreiber. Bei dieser Gelegenheit wurde der Lehrer Albert Esch aus Friedrichshagen besonders geehrt, der von Beginn an als Organist und Kirchenchorleiter ehrenamtlich gewirkt hat.
Der völkische Verein Tannenbergbund hatte versucht, die katholischen Feiern im Ort zu verhindern oder zu stören, was seinen Anhängern nicht gelang. Gegen Ende des Jahres 1931 kamen die Tannenbergler unter Führung ihres Gauleiters Swoboda mit starker personeller Unterstützung jedoch wieder nach Friedrichshagen und setzten nun den Pfarrer Grossek und die Gemeindemitglieder unter Druck. Der Faschismus warf seine Schatten voraus.
Zwischen November 1932 und Januar 1933 drehten Filmleute unter der Regie von Kurt Skalden im Auftrag des Bonifatiusvereins Paderborn den Diasporafilm Seelen in Not in und um Schöneiche und Kleinschönebeck. Mitglieder der Pfarrgemeinde Friedrichshagen waren hier in Statisten-Rollen eingesetzt.
Nach der Machtübernahme durch die Nationalsozialisten (NS) verschlechterte sich das Gemeindeleben, die Aktivitäten des Pfarrers wurden kontrolliert, die Predigten abgehört. Die politische Entwicklung hin zum NS-Überwachungsstaat traf nun auch andere Katholiken der Gemeinde, so wurde der Küster verhaftet, weil er als beschlagnahmt gekennzeichnete Kirchenblätter weiter verteilte, die Schulverwaltung des Bezirks Cöpenick zwang Lehrer Esch zur Aufgabe seiner Nebentätigkeit als Organist, doch das Bischöfliche Ordinariat sprach ihm für diese Tätigkeit „um Gotteslohn“ die verdiente Anerkennung aus. Schließlich fand sich 1935 am Zaun des Pfarrgrundstücks ein Miniplakat „Hier ist ein Jude, Arier betreten das Geschäft auf eigene Gefahr“. Ein geplantes Stiftungsfest und später das Fronleichnamsfest wurden polizeilich verboten.
Per Dekret des Heiligen Stuhles wurde Melchior Grossek zum Pfarrer in Berlin-Lichterfelde ernannt und dort am 20. März 1938 in sein Amt eingeführt. Die gleiche Anordnung bestimmte Pfarrer Erhard Golisch zu seinem Nachfolger in Friedrichshagen, er übernahm die Pfarrei mit einem Hauptgottesdienst am 3. April 1938.
Im Zweiten Weltkrieg wurden viele Katholiken einschließlich des Küsters zum Wehrdienst eingezogen und etliche starben an der Front. Die Chronik nennt im Jahr 1942 namentlich sechs Gemeindemitglieder.
Zwischen Weihnachten 1943 und Ende 1944 wurde Friedrichshagen mehrfach von Bombenflugzeugen der Alliierten angegriffen, wobei der Luftdruck explodierender Minen das Dach und die Fenster der Kirche stark beschädigten. Religionsunterricht fand in Schulen nun so gut wie gar nicht mehr statt, Seelsorgestunden auch nicht mehr regelmäßig. Der Chronik ist zu entnehmen, dass immer mehr dienstverpflichtete Ausländer (Holländer, Belgier, Franzosen und Polen) am Gottesdienst teilnahmen. Die Pfarrgemeinde etablierte eine Luftschutzwacht für Kirche und Pfarrhaus, um bei Treffern schnelle Hilfe leisten zu können. Das war nötig beim Abwurf von Brandbomben am 27. Januar 1944 und am 26. Februar 1945. Am zuletzt genannten Tag konnte ein vernichtender Brand aber nicht mehr gestoppt werden.
Nach der Osterfeier 1945 rückte am 22. April 1945 die sowjetische Armee in Friedrichshagen ohne großen Widerstand ein. Plünderungen verschonten auch das Privateigentum des Pfarrers nicht, die liturgischen Geräte blieben jedoch erhalten. Nach Vorsprache des Pfarrers Golisch bei der Sowjetischen Stadtkommandantur erhielt er die Zusicherung, wieder Gottesdienste durchführen zu können, die am 29. April begannen. Pfarrer und Seelsorgehelferin wurden von angeordneten Arbeitseinsätzen freigestellt.
Infolge der Nachwirkungen des Krieges verfünffachte sich die Zahl der Begräbnisse gegenüber den vergangenen Jahren, so dass auch die Seelsorger sehr gefragt waren. Das normale Leben begann schrittweise wieder, dazu gehörte in Friedrichshagen auch die Wiederaufnahme des Religionsunterrichts sowie der Wiederbeginn der Tätigkeit verschiedener kirchlicher Gemeinschaften. Mit der Verlegung des St. Antonius-Krankenhauses aus Karlshorst nach Friedrichshagen wurde das Gartenlokal Bellevue zum Krankenhaus umfunktioniert und dort eine Hauskapelle eingerichtet. Prälat Carl Ulitzka und Pater Josef Riethmeister nahmen ihren Wohnsitz ebenfalls dort. Zu Silvester 1945 führte Pfarrer Erhard Golisch einen sehr gut besuchten Dankgottesdienst durch.
Nacheinander wurden die Filialkirchen Schöneiche (1947) und Rahnsdorf (1948) zur seelsorglich selbstständigen Kuratie erhoben. Im Jahr 1950 wurde die katholische Gemeinde in Schöneiche Pfarrei und schied damit aus dem Gemeindeverband Friedrichshagen aus.
Im Jahre 2003 schlossen sich die St.-Franziskus-Gemeinde und die Köpenicker St. Josefskirche zusammen. Die neue St.-Josefsgemeinde zählt 3000 Mitglieder.

### Angebote
Die fusionierte St. Josef-Gemeinde unterhält Hauskreise, einen Kirchenchor und seit dem Jahr 2000 ist sie Mitglied im Kolpingwerk. Neben zahlreichen eigenen Aktivitäten kümmert sie sich um die Flüchtlinge, die seit 2014 in Köpenick in einem Containerdorf untergebracht sind.

## Ökumene und Partnerschaft
Die St.-Franziskus-Kirche arbeitet seit Jahren eng mit der evangelischen Gemeinde der Christophoruskirche, den Baptisten der Friedenskapelle, der St.-Antonius-Gemeinde in Schöneweide und der Stadtmission in Friedrichshagen zusammen. Unter anderem konnten die evangelischen Christen die Franziskus-Kapelle für ihre Gottesdienste nutzen, als die Hauptkirche an der Bölschestraße durch Sturmschaden unbenutzbar geworden war. Auch gab und gibt es einen gemeinsamen Kirchenchor. Immer noch finden gemeinsame Gebete, Benefizkonzerte und Lesungen statt. Feste Gemeindepartnerschaften sind nicht vereinbart.

## Hauptquelle und Literatur
- Pfarr-Chronik der katholischen Gemeinde Friedrichshagen, 1908 bis 1995 (handschriftlich), im Archiv der St.-Josef-Gemeinde, Köpenick, 62 S.